# Oruza seminivea
Oruza seminivea là một loài bướm đêm trong họ Erebidae.